# PH
pH-ul (puterea de hidrogen) reprezintă logaritmul zecimal cu semn schimbat al concentrației ionilor de hidrogen dintr-o soluție, indicând caracterul acid sau bazic al acesteia. Prin noțiunea de pH se exprimă cantitativ aciditatea (sau bazicitatea) unei substanțe, pe baza concentrației ionilor numiți hidroniu H3O+. Pentru soluțiile foarte diluate se consideră că pH-ul nu mai este egal cu concentrația hidrogenului, ci cu concentrația molară a soluției.Ph-ul  se calculează pentru soluțiile care sunt diluate sau care se găsesc în mediu fiziologic ,atunci când calculăm ph la un acid si avem concentrație de protoni egală cu 1/10^5  sau mai mica trebuie să iei în considerarea si concentrația de protoni adusă de apă ,constanta de aciditate a apei este de 1/10^7 dar pentru ca concentratia de protoni de la acidul din soluție este foarte mica singura varianta este să-l iei in considerare.
Atunci pentru a avea ph corect vei folosi ecuatia de gradul al doilea in care constanta de aciditate este diferita de 0.(atunci cand avem o concentratie care este mult mai mare decât constanta de aciditate, consideri că, constanta este 0 pentru ca ea nu va face o schimbare semnificativă).

## Limite pH
0 ≤ pH < 7      => pH acid | soluție acidă 
pH = 7        => pH neutru | soluție neutră
7 < pH ≤ 14     => pH bazic (alcalin) | soluție bazică (alcalină)

## Indicatori acido-bazici
| indicator     | mediu neutru | mediu acid | mediu bazic  |
| ------------- | ------------ | ---------- | ------------ |
| fenolftaleina | incoloră     | incoloră   | roșie carmin |
| metiloranj    | oranj        | roșu       | galben       |
| turnesol      | violet       | roșu       | albastru     |

## Formulă de calcul
Pentru definirea pH-ului se folosește scara logaritmică la reprezentarea activității ionului de hidrogen în soluție. pH-ul este egal cu logaritmul negativ al concentrației ionului de H+(H +3O):
{\displaystyle {\mbox{pH}}=-\lg {(a_{\mathrm {H^{+}} })}}
aH+ reprezintă activitatea ionilor de H+și nu este similară cu concentrația ionilor. Activitatea reprezintă concentrația efectivă a ionilor de hidrogen, și este de fapt capacitatea celorlalți ioni de a bloca participarea ionului de H + la diferite reacții chimice. În soluțiile diluate activitatea este aproximativ egală cu valoarea concentrației ionului H+(H3O-). Ținând cont de acestea pH-ul se exprimă adimensional: 
{\displaystyle {\mbox{pH}}\approx -\lg {\frac {[\mathrm {H^{+}} ]}{1~\mathrm {mol/L} }}=-\lg {\left|[\mathrm {H^{+}} ]\right|}}

## Măsurare
pH-ul poate fi măsurat prin:
- Adăugarea unui indicator de pH în soluția de analizat. Culoarea luată de indicator variază în funcție de pH-ul soluției. Utilizarea indicatorilor pentru determinări calitative trebuie să țină cont de variația de culoare a acestuia, în funcție de pH-ul soluției (de preferat sunt indicatorii care variază pe un interval de pH cât mai mic).
- Utilizarea unui aparat pH-metru cu electrozi pH selectivi: electrod de sticlă, electrod de hidrogen, electrod de chinhidronă.
- Determinarea exactă a valorii pH-ului se face totuși prin metode combinate: utilizarea de indicatori împreună cu metode spectrofotometrice, pentru identificarea fiecărui constituent ce influențează pH-ul (culoarea indicatorului).

## pOH
Opusul pH-ului este pOH-ul, care măsoară concentrația ionului OH, respectiv bazicitatea soluției. Ținând cont de disocierea apei: 
{\displaystyle H_{2}O\Longleftrightarrow H^{+}+OH^{-}}
și de constanta acestui proces Kw (constanta de disociere a apei), vom avea
{\displaystyle K_{w}=a_{{\rm {H}}^{\ }}a_{{\rm {OH}}^{-}}=10^{-14}} (*)
{\displaystyle \lg K_{w}=\lg a_{{\rm {H}}^{+}}+\lg a_{{\rm {OH}}^{-}}}
Aplicând logaritmii rezultă relațiile:
{\displaystyle -14={\rm {lg}}\,a_{{\rm {H}}^{\rm {+}}}+\lg \,a_{{\rm {OH}}^{-}}}
{\displaystyle {\rm {pOH}}=-\lg \,a_{{\rm {OH}}^{-}}=14+\lg \,a_{{\rm {H}}^{+}}=14-{\rm {pH}}}
Formulele sunt valabile pentru temperatura de 298,15 K (25 °C).